# Beyblade X (singolo)
Beyblade X è il ventiseiesimo singolo del cantante e musicista italiano Giorgio Vanni, pubblicato il 3 dicembre 2024 da RTI SpA.

## Descrizione
Presentata in anteprima durante il concerto del primo novembre a Lucca Comics 2024, la canzone è la sigla italiana della serie omonima. Questa è la quinta sigla italiana delle serie Beyblade cantata dall'artista.
La canzone ha debuttato in TV come sigla della serie il 4 novembre 2024, a partire dall'episodio 17, ed è stata usata come sigla di apertura anche per gli episodi precedenti nelle successive repliche.

## Tracce
Download digitale
Edizioni musicali RTI.
1. Beyblade X – 2:29 (testo: Daniele Cuccione, Max Longhi e Giorgio Vanni – musica: Max Longhi e Giorgio Vanni)

## Produzione e formazione
- Giorgio Vanni – voce solista
- Max Longhi – programmazione
- Paola Vanoni – produzione